# 大竹政和
大竹 政和（おおたけ まさかず、1939年11月26日 - ）は、日本の地震学者。東京大学卒。東北大学理学部教授を歴任。東京都出身。

## 人物
1966年、東京大学大学院理学系研究科地球物理学専攻博士課程を中退し、東京大学地震研究所助手、建設省建築研究所国際地震工学部応用地震学室主任研究員、科学技術庁国立防災科学技術センター（現・独立行政法人防災科学技術研究所）主任研究官などを経て、東北大学理学部教授。2001年4月から2009年3月まで地震予知連絡会会長、2002年5月から2006年5月まで日本地震学会会長を務めた。

## 受賞
- 平成12年10月 科学技術庁長官賞（原子力安全功労者表彰）[1]

## 著書・論文
- 大陸はうごいている―地球の話 (自然科学シリーズ 24)、小峰書店、1977年、ISBN 9784338028240
- 地しんと火山のふしぎ (小学館のおもしろ図鑑)、小学館、1981年、ISBN 9784092290099
- 地球は生きている (環境と人間)、小峰書店、1994年、ISBN 9784338104050
- 防災力!―宮城県沖地震に備える、創童舎、2005年、ISBN 9784915587252

### 共著
- （分担執筆）地震防災-予知の現状と対策の具体例-、白亜書房、1979年、ISBN 9784891725013
- 地震と対策―大地震の疑問に答える、白亜書房、1992年、ISBN 9784891725068
- 日本海東縁の活断層と地震テクトニクス、東京大学出版会、2002年、ISBN 9784130607391

### 論文
- CiNii Research 大竹政和